# Veliko Crniće
Veliko Crniće (em cirílico:Велико Црниће) é uma vila da Sérvia localizada no município de Malo Crniće, pertencente ao distrito de Braničevo, na região de Stig. A sua população era de 611 habitantes segundo o censo de 2002.

## Demografia
| 1948 | 1953  | 1961  | 1971  | 1981  | 1991 | 2002 |
| ---- | ----- | ----- | ----- | ----- | ---- | ---- |
| 988  | 1 036 | 1 057 | 1 020 | 1 030 | 926  | 611  |